# Ernst Windisch
Ernst Wilhelm Oskar Windisch (født 4. september 1844 i Dresden, død 30. oktober 1918 i Leipzig) var en tysk sprogforsker.
Windisch studerede klassisk filologi og sprogvidenskab i Leipzig, hvor han i 1869 habiliterede sig ved afhandlingen Über den Ursprung des Relativpronomens in den indogermanischen Sprachen. Det følgende år drog han til England for at deltage i arbejdet med at katalogisere de indiske håndskrifter i India Office Library og lagde sig samtidig efter de keltiske sprog. 1871 blev han professor i sanskrit i Leipzig, 1872 i Heidelberg og 1875 i Strassburg, hvorfra han igen vendte tilbage til universitetet i Leipzig som ordentlig professor i sanskrit. Af hans litterære arbejder findes en del spredte i det sachsiske Videnskabernes Selskabs skrifter (Abhandlungen og Berichte) og andre filologiske tidsskrifter vedrørende især den indiske filologi og den sammenlignende sprogvidenskab; de vigtigste er: Der griechische Einfluss im indischen Drama (Verhandlungen der 5. Orientalischen Congress, Berlin 1882), Zwölf Hymnen des Rigveda mit Säyanas Commentar (Leipzig 1883), Ueber die Verbalformen mit dem Character r im arischen, italischen und keltischen (Leipzig 1887), Ueber das Nyaya-bhashya (Leipzig 1888), Personalendungen im Griechischen und im Sanskrit (Leipzig 1889), Sandhiconsonanten der Pali (Leipzig 1893), Mara und Buddha (Leipzig 1895), Ueber die Bedeutung des indischen Altertums (Leipzig 1895), Die altindischen Religionsurkunden und die Christliche Mission (Leipzig 1897), Buddhas Geburt und die Lehre von der Seelenwanderung (Leipzig 1908), Geschichte der Sanskrit-Philologie und indischen Altertumskunde, I—II (i Grundriss der indoarischen Philologie, I, 1 b, Strassburg 1917—20); vigtige for studiet af de keltiske sprog er især følgende to arbejder: Kurzgefasste irische Grammatik (Leipzig 1879) og Irische Texte mit Wörterbuch (1.—2., 1880—88) (til dels under medvirkning af Whitley Stokes). Sammen med Berthold Delbrück var han medudgiver af Syntaktische Forschungen (Halle 1871 ff.), og fra 1880 har han været redaktør af Zeitschrift der Deutschen Morgenländischen Gesellschaft.